# Hrabstwo Arlington

Piramida wieku hrabstwa

Hrabstwo Arlington (ang. Arlington County) – hrabstwo-CDP w stanie Wirginia w Stanach Zjednoczonych, należące do aglomeracji Waszyngtonu, położone nad rzeką Potomak. W roku 2000 w hrabstwie mieszkało 189 453 osób.

## Historia
Pod koniec XVIII w. obecny teren Arlington został odłączony od stanu Wirginia i wszedł w skład powstałego wówczas Dystryktu Kolumbii. W 1801 roku Dystrykt Kolumbii został podzielony na hrabstwo Waszyngton na lewym (wschodnim) brzegu Potomaku i hrabstwo Alexandrii, leżące na prawym (zachodnim) brzegu rzeki. W skład tego ostatniego wchodziło obecne Arlington. W 1846 roku na żądanie mieszkańców hrabstwo Alexandrii wróciło do Wirginii. W 1852 roku południowa część hrabstwa weszła w skład miasta Alexandria. By uniknąć pomyłek spowodowanych istnieniem dwóch sąsiadujących jednostek administracyjnych (hrabstwa i miasta Alexandria) w 1920 roku hrabstwo Alexandria zmieniło nazwę na hrabstwo Arlington.
Obecnie Arlington spełnia głównie funkcje mieszkaniowe. W Arlington ma swoją siedzibę Departament Obrony Stanów Zjednoczonych – budynek Pentagon, znajduje się tu również Port lotniczy Waszyngton Ronalda Reagana, obsługujący niemal wyłącznie loty krajowe.  Arlington leży w zasięgu metra waszyngtońskiego, linii żółtej, pomarańczowej i niebieskiej. Na terenie hrabstwa znajduje się też wojskowy Cmentarz Narodowy w Arlington.
18 stycznia 1957 przy ulicy 333 Jefferson Davis Highway otworzono Twin Bridges Motor Hotel, pierwszy hotel należący do Marriott Corporation.
Choć część hrabstwa Arlington jest pokryta typowo miejską zabudową, z formalnego punktu widzenia Arlington nie jest miastem, ani żadnych miast nie zawiera.